# Georgios Leonardos

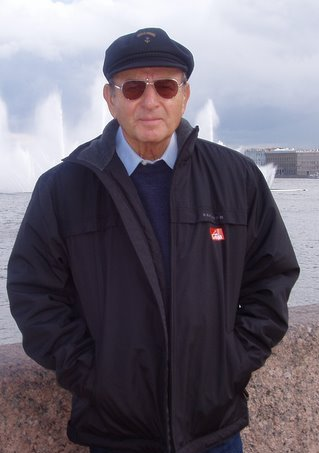
Georgios Leonardos

Georgios Leonardos, född 1937 i Egypten, är grekisk journalist och författare. 

## Biografi
Georgios Leonardos publicerade först sina berättelser år 1953 i Alexandrias dagstidningar Tachydromos och Anatoli. När han först kom till Grekland studerade han fysik och matematik, men följde till slut journalistyrket efter studier på Journalisthögskolan på Grekamerikanska Institutet (Spyros Melas Skola) under perioden 1959-1961.
Han arbetade med utrikesnyheter och senare som politisk redaktör på tidningen Kathemerini, (1961-1964), och blev sedan korrespondent för Atens Nyhetsbyrå (APE) i Belgrad (1964-1967). Han har även arbetat som chef för utrikesnyheterna för tidningarna ”Naftemboriki”, ”Apogevmatini”, ”Elefterotypia”, ”Mesimvrini”, ”Ethnos” och ”Elefteros Typos”, samt som artikelförfattare för den ekonomiska tidningen ”Kerdos”.
År 1977 blev han korrespondent för Atens Nyetsbyrå (APE) i New York, där han utsågs till VD för dagstidningen ”Ethnikos Kirix” i New York. Senare har han varit nyhetsuppläsare i TV-kanalerna ΕΡΤ och ΑΝΤΕΝΑ. Parallellt tog han journalistuppdrag under kriget i Vietnam, kriget mellan Iran och Irak, Gulfkriget och under andra oroligheter, samt internationella sammanträden, som till exempel konferensen för European Broadcasting Union i Istanbul (1975) och på div. konferenser anordnade av Eurovision.

## Utmärkelser
Leonardos ägnade sig särskilt åt författarskap och speciellt åt att skriva skönlitteratur. För sina historiska skönlitterära verk: ”Mara, den Kristna Sultanen” och ”Mystras Törnrosa” fick han priset Historiskt Skönlitterärt Verk år 2001 och 2005 från den Grekiska Föreningen för Kristna Skrifter (Elliniki Eteria Christianikon Grammaton). Han har även fått pris av Botsi Institutet år 2006 för sitt arbete inom journalistiken samt inom skönlitteraturen.
År 2008 belönades han med det högre priset på grekiska staten för bästa roman av året, för hans historiska roman "Den sista Palaeologue.

## Skönlitterära verk
De historiska skönlitterära verken ”Barbarossa, piraten” har publicerats i Storbritannien, Turkiet och Italien, och kommer snart att publiceras i Spanien, ”Mara, den Kristna Sultanen” och ”Maria Magdalena” finns i Turkiet och i Serbien, medan ”Mystras Törnrosa” snart[när?] kommer att ges ut i Italien.
Georgios Leonardos har även skrivit romanerna ”Farmors Röda Salong” som getts ut av förlaget Kastanioti. Förlaget Livani har publicerat romanerna ”Huset ovan Katakomberna”, ”Eva”, ”Jodens Älskare”, ”Magnetens Poler”, ”Själens sång” och studien ”Romanens uppbyggnad”.
Hans sista verk är trilogin som handlar om tiden då släkten Palaiologos härskade, med de historiska romanerna ”Michael VIII Palaiologos – Befriaren”, ”Släkten Palaiologos” och ”Den sista Palaiologos”, som getts ut av förlaget ” Nea Synora – Α. Α. Livanis» och har passerat 100.000 exemplar i försäljning. Utöver de ovannämnda skönlitterära verken har Leonardos även varit medförfattare till ett militärt grekiskt - engelskt lexikon.
Georgios Leonards är medlem i Föreningen Redaktörer för Atens Dagliga Tidningar (ESIEA), och han är fast bosatt i Aten.
Författarens senaste historiska roman heter ”Sofia Palaiologina – Från Bysans till Ryssland”.

## Romaner
Romaner
- Farmors röda salong
- Huset ovan katakomberna
- Εva
- Magnetens poler
- Jordens älskare
- Själens sång

Historiska romaner
- Barbarossa, piraten
- Mara, den kristna sultanen
- Maria Magdalena
- Mystras Törnrosa
- Michael VIII Palaiologos
- Släkten Palaiologos
- Den sista Palaiologos
- Sofia Palaiologina – Från Bysans till Ryssland

Annat
- Romanens uppbyggnad